# Жермињи на Лоари
Жермињи на Лоари (фр. Germigny-sur-Loire) насеље је и општина у источном делу централне Француске у региону Бургоња, у департману Нијевр која припада префектури Невер.
По подацима из 2011. године у општини је живело 734 становника, а густина насељености је износила 39,08 становника/km². Општина се простире на површини од 18,78 km². Налази се на средњој надморској висини од 200 метара (максималној 240 m, а минималној 157 m).

## Демографија
| 1962. | 1968. | 1975. | 1982. | 1990. | 1999. | 2011. |
| ----- | ----- | ----- | ----- | ----- | ----- | ----- |
| 476   | 507   | 468   | 589   | 598   | 629   | 734   |

График промене броја становника у току последњих година